# ガイ・ギブソン
ガイ・ペンローズ・ギブソン（Guy Penrose Gibson VC, DSO & Bar, DFC & Bar、1918年8月12日-1944年9月19日）は、イギリス空軍の軍人。最終階級は中佐。
第617飛行中隊の初代指揮官として有名であり、同中隊初の特殊攻撃任務であるチャスタイズ作戦を指揮し、反跳爆弾を用いてダムを破壊するという劇的な戦果を挙げている。

## 生涯

### 幼少期
ギブソンは、1918年8月12日、当時イギリスの植民地であったインドのシムラーで父アレクサンダー・ジェームズ・ギブソンと母ノラ・ギブソンの子として生まれた。
1921年、家族と共にイギリスのコーンウォールの港町であるポートレーヴェンに引越し、その後、オックスフォードにある聖エドワーズスクールに通学し、教養を身につけた。

### イギリス空軍に入隊
ギブソンは、1936年にパイロットとしてイギリス空軍に入隊し、第83飛行中隊に配属された。1940年には殊勲飛行十字章を受章し、27の作戦に従事した後、6ヶ月間、飛行訓練の教官を務めている。
その後、第29飛行中隊に転属になり、この時はブリストル ボーファイターに搭乗し、99回の出撃で敵機を4機撃墜している。この功績により、ギブソンは2度目の殊勲飛行十字章を受章している。
中佐に昇進した後は、1942年に爆撃機軍団に再度配属され、第106飛行中隊を率いてアブロ マンチェスター及びアブロ ランカスターに搭乗して配属後の11ヶ月間に46の作戦に従事した。また同年にはディスティングリッシュド・サービス・オーダーを授与されている。

### チャスタイズ作戦
1943年に入り、ギブソンはドイツのルール地方に所在する複数のダムに対する反跳爆弾を使用してのダム破壊作戦を行うため、新たに編成された第617飛行中隊の隊長に抜擢された。
この作戦は、あらゆる可能性を無駄にしないためにも夜間に行う必要があり、使用する反跳爆弾は、事前にモーターによって500から700rpmでバックスピンをかけ、高度60フィート（約18メートル）、速度240から250マイル毎時（約386から402キロメートル毎時）を維持し、ダムの手前400〜500フィート（約120から150メートル）の位置で投下するよう設計されていたが、夜間に高低差の著しい山間部をこのような低い高度を維持して飛ぶことは熟練したパイロットでも至難の業であり、当時主流であった気圧による高度計では役に立たず、爆撃照準器も既設のものでは攻撃方法が特殊で役に立たなかった。そのため、高度維持の問題についてはアブロ ランカスターの機体の前後へ下方に照射して規定の高度で交差するようにスポットライトを取り付け、ナビゲーターが誘導することで解決し、また、爆撃照準器は攻撃目標のダムの一部にダムの両端に塔形の構造物があったことから、木材の両端の釘がダムの両端の塔と一致したところが適切な投下距離になるよう調整された簡易の照準器を操縦席に固定し、簡易ながらも三角測量の要領でダムからの距離を知ることができるものを作成して投下のタイミングを取れるようにした。
作戦決行日の1943年5月16日の夜は晴天かつ満月であったが、チャスタイズ作戦は決行された。イギリス空軍は爆撃機軍団と戦闘機軍団にドイツ及び北海沿岸の低地帯の上空へチャスタイズ作戦を援護するために多数の欺瞞出撃を行っている。各機1発の反跳爆弾を装備した第617飛行中隊に所属する19機のアブロ ランカスターはその欺瞞出撃に紛れる形で低空飛行を行い、目標に向った。結果は出撃した19機中、10機を失ったもののダムを破壊するという作戦目標は達成され、成功をおさめた。

### ヴィクトリア十字章受章

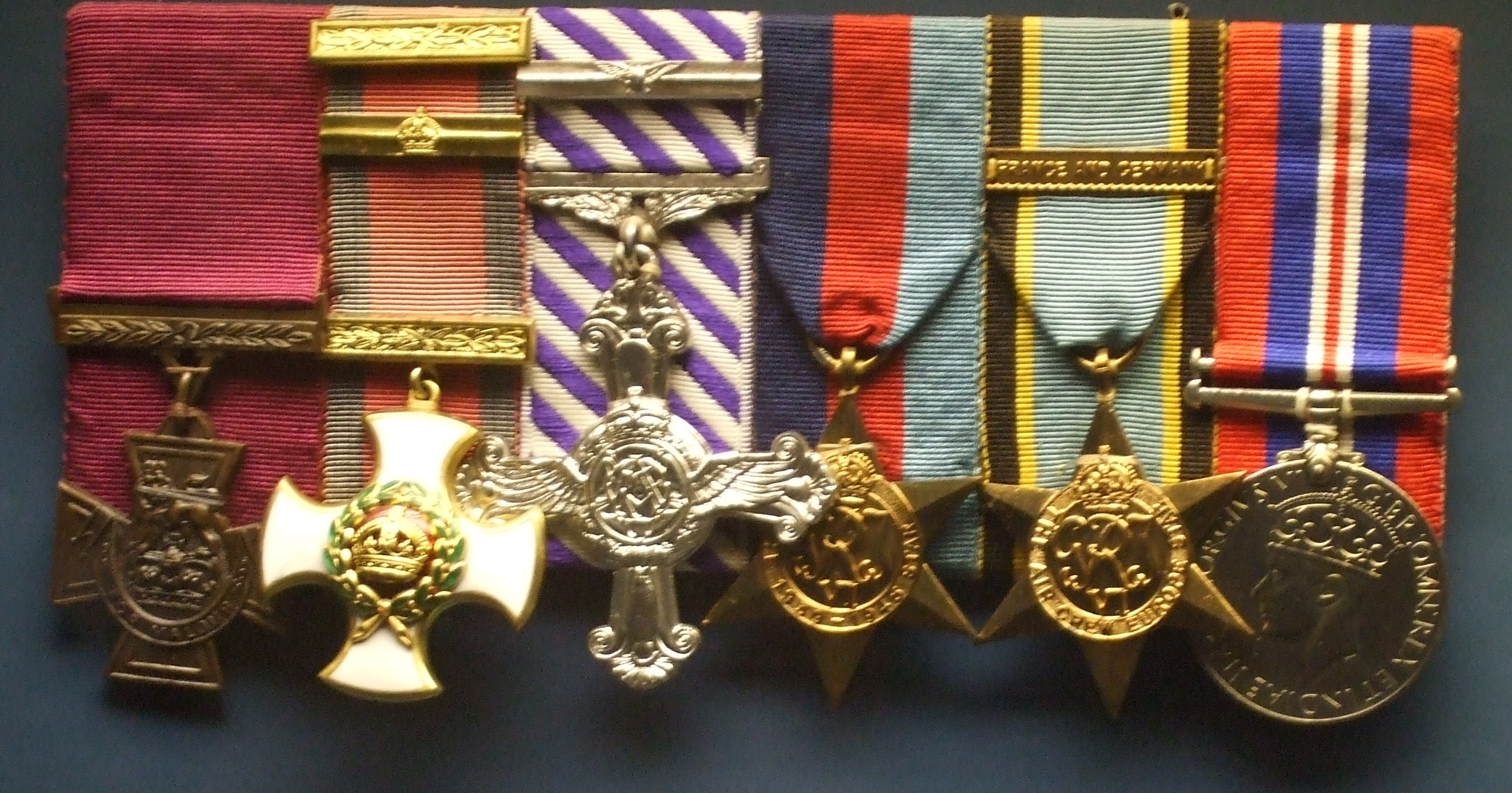
ガイ・ギブソンのメダルバー。左端（最上位）にヴィクトリア十字章。以下殊功勲章、殊勲飛行十字章が並ぶ。

ギブソンは、チャスタイズ作戦が成功した後、爆撃機パイロットとしての操縦技量のみならず、その勇気と統率力を称えてヴィクトリア十字章を授与されている。
この後、ギブソンは爆撃機軍団の配慮により、前線での任務を外され、国内やアメリカ合衆国で講演を行っている。なお、講演において聴衆の一人であった女性から質問を受け、次のような受け答えをした記録が残っている。
- 女性:「ギブソン中佐、あなたは今までにドイツ上空での作戦へ何回出撃しましたか？」
- ギブソン:「174回」

出撃回数を聞かされた女性は、ぼう然としてこれ以上何も言えなかったという。
なお、ギブソンに授与されたヴィクトリア十字章はイギリス空軍博物館に展示されている。

### 現場への復帰と戦死

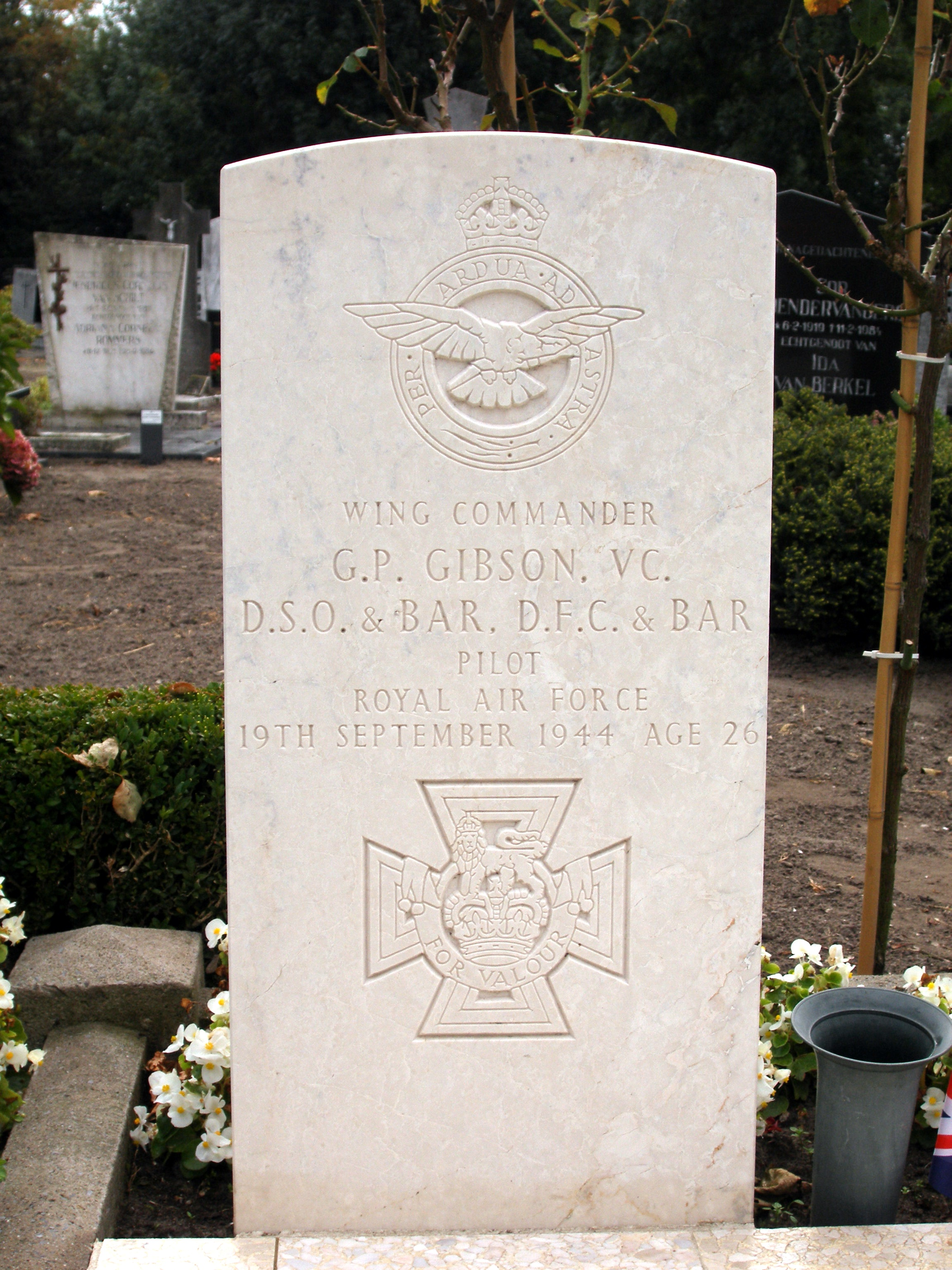
ガイ・ギブソンの墓

1944年、ギブソンは、本人の強い申し出もあって爆撃機パイロットとして現場に戻り、デ・ハビランド モスキートに搭乗することになった。
1944年9月19日、オランダ上空で空中衝突により戦死した。
なお、ギブソンの墓はオランダにある。